# Vikariatsmünzen (Sachsen)

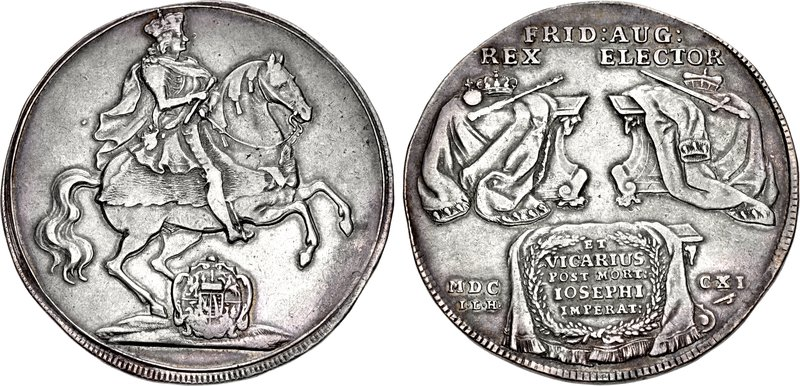
Friedrich August I. (August der Starke), Vikariatstaler (Speciesreichstaler, Breiter Taler) 1711, Tod Josephs I. Legende: FRID(ericus) AUG(ustus) REX ELECTOR ET VICARIUS POST MORT(em) JOSEPHI IMPERAT(oris). Übersetzung: Friedrich August, König, Kurfürst und Reichsverweser nach dem Tod des Kaisers Joseph I.

Sächsische Vikariatsmünzen sind Gedenkmünzen der Kurfürsten von Sachsen, die sie als Stellvertreter des Kaisers in Reichsteilen mit sächsischem Recht während der Erledigung des Kaiserthrons prägen ließen. Die Prägungen geben in Bild und Schrift Kenntnis von ihrer Funktion als Vikare der Kaiser.

## Geschichte

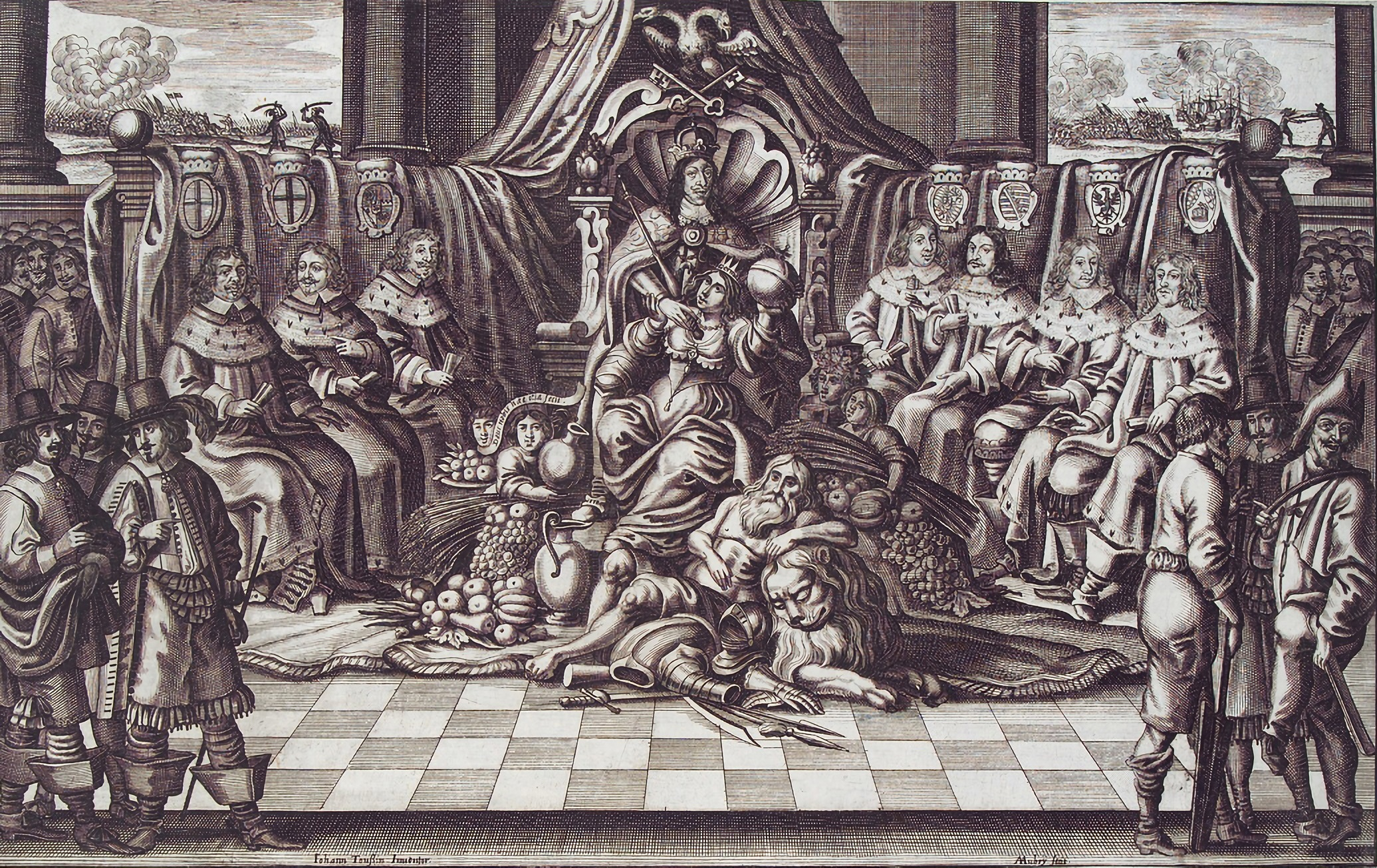
Im Zentrum thront Kaiser Ferdinand III. (1637–1657) im Kreis der Kurfürsten von Trier, Köln, Mainz, Böhmen, Bayern, Sachsen, Brandenburg und der Pfalz. Johann Georg II. von Sachsen (1656–1680) ist der dritte von rechts. (Hier sind acht Kurfürsten zu sehen, da 1632 der Pfalzgraf die Kurwürde an Bayern verlor und 1648 die Pfalz die Kurwürde als achte Kurwürde zurückerhielt.) Kupferstich von Abraham Aubry, Nürnberg 1663/64

Die Kaiserwürde des Heiligen Römischen Reiches Deutscher Nation war nicht erblich. Die sächsischen Fürsten besaßen als Erzmarschälle eine der sieben Kurstimmen des  Reiches, die sie berechtigte den Kaiser mitzuwählen. Für die Zeit vom Tod des Kaisers bis zur Krönung des Nachfolgers hatte die Goldene Bulle Kaiser Karls IV. aus dem Jahr 1356 das Reichsvikariat zwei Kurfürsten zugesprochen. Die Kurfürsten von Sachsen teilten sich mit den rheinischen Pfalzgrafen in das Reichsvikariat. Beim Tod des Kaisers übten die sächsischen Fürsten das Amt des Reichsverwesers in den Reichsteilen mit sächsischem Recht aus, solange kein Nachfolger designiert war. Die Reichsvikare besaßen außer der Vergabe von Fahnlehen und der Veräußerung von Reichsgut alle kaiserlichen Rechte.
Nach altem Brauch nahmen die Reichsvikare dieses Ereignis zum Anlass, Vikariatsmünzen prägen zu lassen. Vikariatsmünzen sind solche Münzen, die während der Erledigung des Kaiserthrons von den Kurfürsten von Sachsen für Nord- und den Kurfürsten von der Pfalz für Süddeutschland als Stellvertreter (Vikare) des Kaisers geschlagen wurden und dies durch Bild und Schrift kenntlich machten.
Auf den sogenannten Locumtenenstalern Kurfürst Friedrichs III. von Sachsen wird zwischen 1507 und 1519 zu Lebzeiten Kaiser Maximilians I. und Karls V. erstmals die Würde des Reichsvikars genannt. „Imperique lokumtenens generalis“ (lat. = Reichsgeneralstatthalter) bezog sich auf die längere Abwesenheit des Kaisers oder war nur ein Hinweis auf die Würde, die dem Kurfürsten zustand. Friedrich wurde am 8. August 1507 von König Maximilian I. auf dem Reichstag zu Konstanz die Generalstatthalterwürde übertragen. Nachdem Maximilian von seiner am 4. Februar 1508 in Trient erfolgten Wahl zum römischen Kaiser zurückgekehrt war, erlosch sein Amt als permanenter Vertreter des Kaisers. Ihm wurde aber ehrenhalber gestattet, den Titel des Generalstatthalters weiterhin zu führen.
Die Vikariatsmünzen ab Jahrgang 1612 ließen die sächsischen Kurfürsten als Reichsvikare beim Todesfall des Kaisers bis zur Krönung des neuen Kaisers prägen.
| Vikarierende Kurfürsten | Todesfälle der Kaiser | Jahrgänge der Münzen |
| ----------------------- | --------------------- | -------------------- |
| Johann Georg I.         | Rudolf II.            | 1612                 |
| Johann Georg I.         | Matthias              | 1619                 |
| Johann Georg II.        | Ferdinand III.        | 1657, 1658           |
| Friedrich August I.     | Joseph I.             | 1711                 |
| Friedrich August II.    | Karl VI.              | 1740, 1741, 1742     |
| Friedrich August II.    | Karl VII.             | 1745                 |
| Friedrich August III.   | Joseph II.            | 1790                 |
| Friedrich August III.   | Leopold II.           | 1792                 |

## Die Münzen
Die sächsischen Vikariatsmünzen wurden von 1612 bis 1792 in acht Vikariatsfällen in verschiedenen Nominalen vom Vikariatsgroschen bis zum Taler und Doppeltaler und Goldmünzen bis zum Mehrfachdukaten geprägt. Sie zeigen den Kurfürsten zu Pferd und die erläuternde Inschrift oder den leerstehenden Kaiserthron oder den Reichsadler mit kursächsischem Herzschild. Außerdem ist der Titel des Reichsvikars mit PROVISOR ET VICARIUS oder ähnlich angegeben. 
Vikariatsmünzen mit Münzmeisterzeichen wurden in der Münzstätte Dresden geprägt. Dukaten von 1711 auf das Vikariat Augusts des Starken ohne Mmz. könnten auch aus der Münzstätte Leipzig stammen.
Die silberreichen Kurfürsten von Sachsen konnten es sich leisten, größere Stückzahlen sächsischer Vikariatsmünzen prägen zu lassen. Die bayerischen und pfälzischen Vikariatsmünzen haben eine wesentlich geringere Auflage.

### Johann Georg I.

#### Vikariatsmünzen 1612

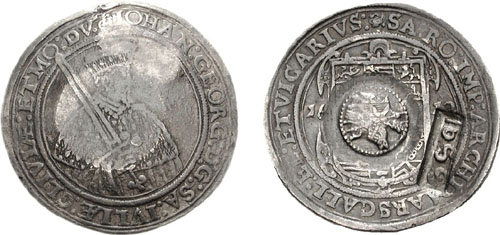
Kurfürst Johann Georg I., Vikariatstaler (Reichstaler) 1612, Tod Rudolfs II. (Überprägung Alexei Michailowitsch, Jefimok 1655)

Johann Georg I. wurde nach dem Tod Kaiser Rudolfs am 20. Januar 1612 neben dem damaligen Administrator der Kurpfalz, Pfalzgraf Johann von Zweibrücken, erstmals zur Ausübung des Reichsvikariats berufen. Die Wahl des Königs Matthias von Ungarn und Böhmen zum römischen Kaiser war am 13. Juni 1612 in Frankfurt am Main.
- Nominale: Doppeldukaten, Dukaten, Reichstaler, 1⁄2-, 1⁄4-, 1⁄8 Reichstaler, Groschen, auch Dicktaler vom Stempel des Halb- und Vierteltalers.

Die Vikariatsmünzen zeigen das Hüftbild des Kurfürsten im Kurornat mit geschultertem Schwert. Auf der Rückseite befindet sich das mehrteilige sächsische Wappen. In der Umschrift weist VICARIVS auf sein Amt als Reichsvikar hin. Der Groschen trägt auf beiden Seiten ein Wappenschild.
In Anlehnung an diesen Vikariatstaler ließ sein Sohn Johann Georg II. im Jahr 1658 Talermünzen für den gewöhnlichen Zahlungsverkehr, die sogenannte Erbländischen Taler prägen.

#### Vikariatsmünzen 1619

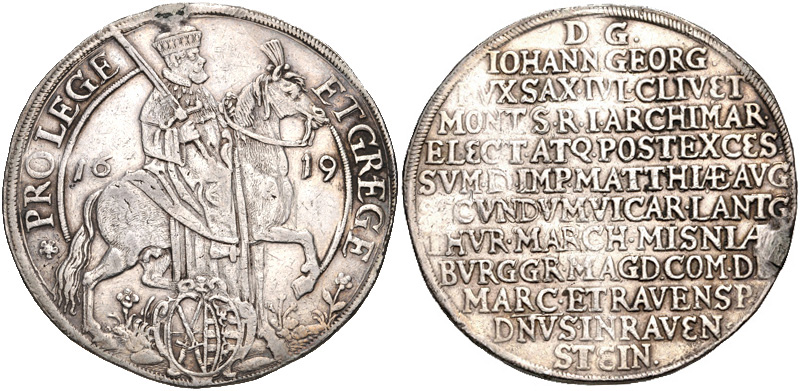
Kurfürst Johann Georg I., Vikariatstaler (Reichstaler) 1619, Tod Matthias

Nach dem Tod des Kaisers Matthias am 20. März 1619 wurde Johan Georg neben dem Kurfürsten Friedrich V. von der Pfalz abermals Reichsvikar. Friedrich V. nahm im August 1619 die böhmische Königskrone an. Die Wahl Ferdinands II. zum Kaiser konnte er nicht verhindern. Der in Prag 1617 zum König von Böhmen gekrönte Ferdinand II. wurde am 28. August in Frankfurt zum römischen Kaiser gewählt. Mit der Kaiserkrönung endete das Reichsvikariat Georgs I.
- Nominale: Doppeldukaten, Dukaten, Reichstaler, 1⁄2-, 1⁄4-, 1⁄8 Reichstaler.

Die Vikariatsmünzen zeigen den Kurfürsten im Kurornat zu Pferd über dem kursächsischen Wappen und die Inschrift PRO LEGE ET GREGE (für Gesetz und Volk). Auf der Rückseite befindet sich die erläuternde Inschrift in 12 Zeilen Text.

### Johann Georg II.

#### Vikariatsmünzen 1657 und 1658

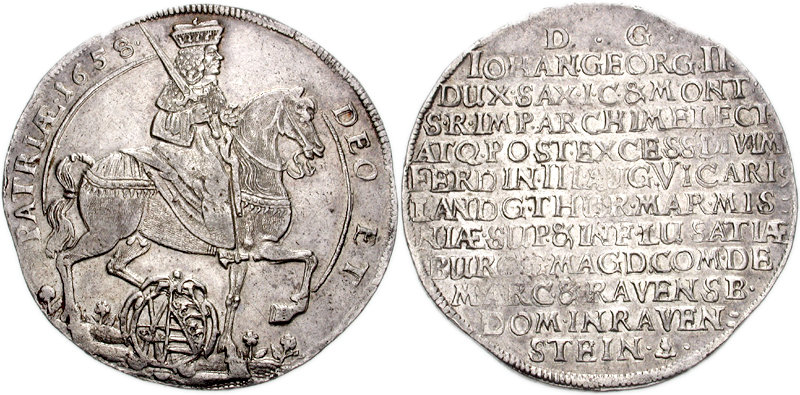
Kurfürst Johann Georg II., Vikariatstaler (Reichstaler) 1658, Tod Ferdinands III.

Nach dem Tod des Kaisers Ferdinand III. am 2. April 1657 übernahm Johann Georg II. das Reichsvikariat. Die Kaiserwahl Erzherzog  Leopolds, König von Ungarn und Böhmen war am 18. Juli 1657 in Frankfurt am Main. Georg führte das Reichsvikariat bis 1. August 1658 neben dem Kurfürsten von Bayern, Ferdinand Maria. Die Pfalzgrafen verloren 1623 die Kurwürde an die Herzöge von Bayern. Im Jahr 1648 wurde eine achte Kur für die Pfalz eingerichtet. Karl Ludwig von der Pfalz ließ als Reichsvikar ebenfalls Vikariatsmünzen prägen. 
- Nominale 1657: 10-, 8-, 6-, 5-, 4-, 3-, 2facher Dukaten, Dukaten, 4-, 2facher breiter Reichstaler, Taler, 1⁄2-, 1⁄4-, 1⁄8 Reichstaler, auch Dicktaler und halber Dicktaler.

- Nominale 1658: 20-, 5-, 4-, 3facher Dukaten, Reichstaler, 1⁄2 Reichstaler, auch Dicktaler und halber Dicktaler.

Die Vikariatsmünzen von 1657 und 1658 sind ähnlich Johann-Georgs I. ausgeführt. Statt der Inschrift PRO LEGE ET GREGE wurde DEO ET PATRIAE (für Gott und Vaterland) aufgeprägt.
Von den 1657 geprägten Münzen gibt es zwei Arten, die sich durch den Beginn der Inschrift DEO ET PATRIAE unterscheiden. Sie beginnt entweder beim Hinterteil des Reitpferdes oder neben dem Kopf des Kurfürsten. Die erste Fassung mit der am Hinterteil des Pferdes beginnenden Inschrift war für die orthodoxen Theologen untragbar und musste auf die zweite geändert werden.

### Friedrich August I. (August der Starke)

#### Vikariatsmünzen 1711

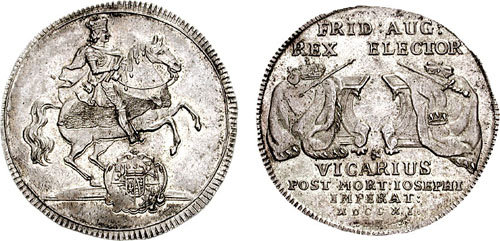
Kurfürst Friedrich August I., Vikariatstaler (Speciesreichstaler) 1711, Tod Josephs I.

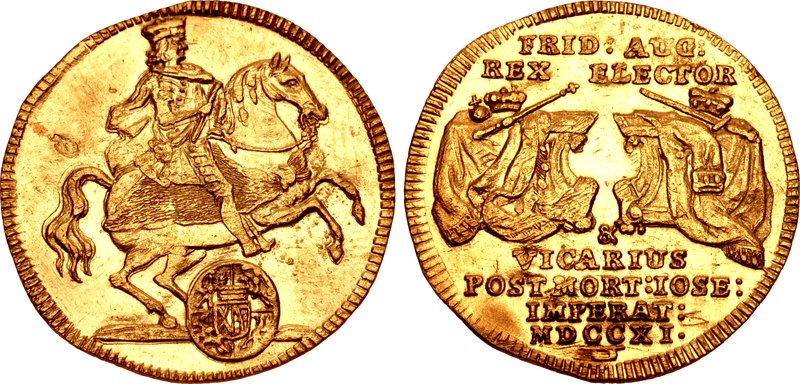
Kurfürst Friedrich August I., Vikariatsdukat 1711, Tod Josephs I.

Nach dem Tod Kaiser Josephs I. am 17. April 1711 nahm Kurfürst Friedrich August I. bis zur Kaiserkrönung Karls VI. am 22. Dezember 1711 in Frankfurt am Main neben Johann Wilhelm Kurfürst von der Pfalz, das  Amt des Reichsvikars wahr.
- Nominale: Vierfachdukaten, Zweifachdukaten, Dukaten, Speciesreichstaler, 1⁄2-, 1⁄4-, 1⁄8 Speciesreichstaler.

Die Vikariatstaler von 1711 (siehe oben) zeigen den Kurfürsten zu Pferd über dem kursächsisch-polnisch-litauischen Wappenschild, auf der Rückseite zwei Tische mit Krönungsinsignien über einem Tisch mit Schrift als Hinweis auf sein Amt als Reichsverweser. Die Talerteilstücke und Dukaten zeigen ebenfalls den Kurfürsten zu Pferd, jedoch zwei Tische auf der Rückseite mit Insignien. Die Inschrift lautet hier:
FRID(ericus) AUG(ustus) REX ELECTOR & VICARIUS POST MORT(em) IOSE(phi) IMPERAT(oris) MDCCXI.
Übersetzung: Friedrich August, König, Kurfürst und Reichsverweser nach dem Tod des Kaisers Joseph I. (1711).
Der Zainhaken auf der Rückseite ist ein Münzmeisterzeichen, das darauf hinweist, dass die Münzen in der Münzstätte Dresden unter dem Münzmeister Johann Lorenz Holland geprägt wurden.
Für das Königreich Polen ließ Friedrich August I. ebenfalls Vikariatsmünzen prägen.

### Friedrich August II.

#### Vikariatsmünzen 1740, 1741 und 1742

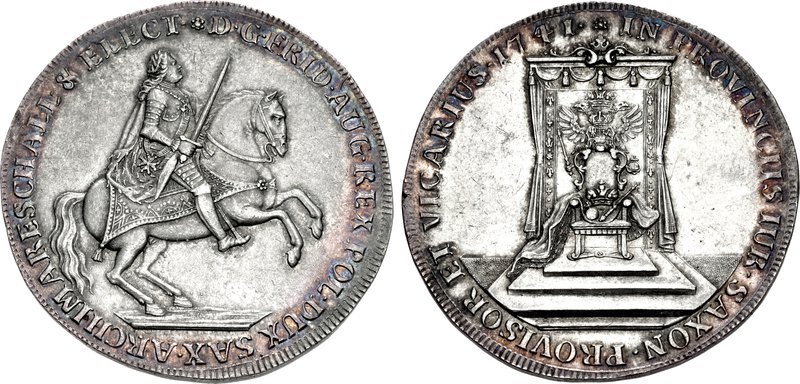
Kurfürst Friedrich August II., Vikariatstaler (Kuranttaler) 1741, Tod Karls VI.

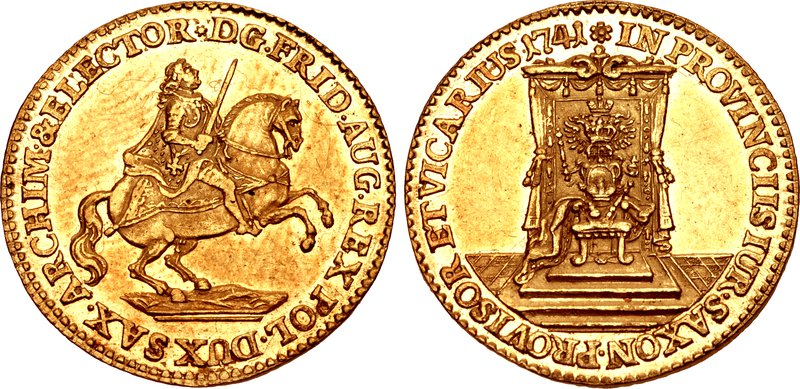
Kurfürst Friedrich August II., Vikariatdukat 1741, Tod Karls VI.

Bei der Übernahme des Vikariats durch den sächsischen Kurfürsten Friedrich August II. war folgendes Problem aufgetreten:
Im Jahr 1724 kam es im Rahmen der sogenannten Wittelsbachischen Hausunion zum Vergleich in der Vikariatsfrage. Danach sollten künftig der pfälzische und der bayerische Kurfürst aus dem Hause Wittelsbach gemeinsam das Reichsvikariat ausüben. Als nach dem überraschenden Tod Kaiser Karls VI. die Wittelsbacher Karl Albrecht, Kurfürst von Bayern und Karl Philipp, Kurfürst von der Pfalz, am 30. Oktober 1740 die Übernahme des Reichsvikariats bekanntgaben, führte das zum Protest der evangelischen Reichsstände. Der Wittelsbacher Hausvertrag von 1724 war weder vom Kaiser noch von den Reichsständen anerkannt worden. Erst als sich Karl Albrecht und Karl Philipp am 18. Januar 1741 mit Friedrich August II, der auf seine verbriefte Beteiligung am Reichsvikariat bestand, als ihren Konvikar einigten, konnten die Streitigkeiten beendet werden.
Mit der umstrittenen Wahl Karl Albrechts von Bayern zum Kaiser und der nachfolgten Krönung zum Kaiser Karl VII. endete das Reichsvikariat.
Die Gedenkmünzen Friedrich Augusts II. auf sein erstes Reichsvikariat nach dem Tod Kaiser Karls VI. am 20. Oktober 1740 bis zur Kaiserkrönung Karls VII. am 12. Februar 1742 in Frankfurt am Main wurden in drei Jahrgängen und in zwei Ausführungen geprägt. 
- Nominale 1740: Dukaten, Speciesreichstaler, Groschen.

Auf der Vorderseite ist das geharnischte Brustbild Friedrich Augusts eingeprägt und rückseitig der Doppeladler mit dem gekrönten polnisch-sächsischen Brustschild. In der Umschrift der Rückseite ist das Amt des Reichsverwesers IN PROVINCIS IUR. SAXON. PROVISOR ET VICARIUS (Reichsvikar in Provinzen sächsischen Rechts) angegeben.
- Nominale 1741 und 1742: Dukaten, Kuranttaler, 1⁄2 Taler, Doppelgroschen, Groschen.

Die Gedenkmünzen beider Jahrgänge zeigen auf der Vorderseite den Kurfürsten zu Pferd und auf der Rückseite den leeren Kaiserthron mit Reichsinsignien. In der Umschrift ist das Amt des Reichsverwesers wie 1740 angegeben.

#### Vikariatsmünzen 1745

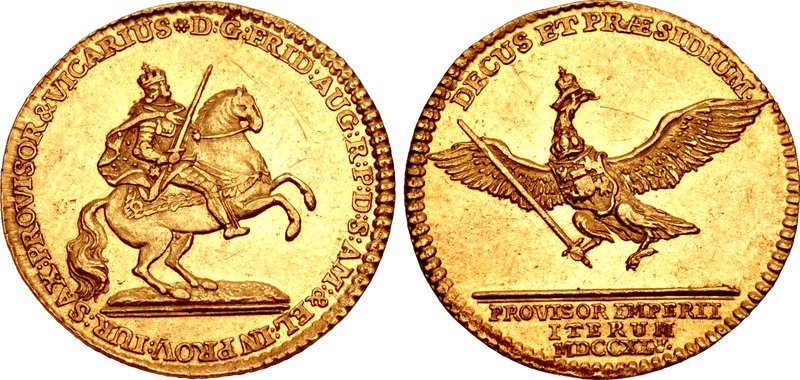
Kurfürst Friedrich August II., Dukaten 1745 auf das Vikariat, Tod Karls VII.

Nach dem Tod Kaiser Karls VII. am 20. Januar 1745 wurde Friedrich August neben Maximilian III. Joseph, Kurfürst von Bayern und Karl Theodor, Kurfürst von der Pfalz, abermals Reichsvikar. Mit der Kaiserkrönung Franz I. am 4. Oktober 1745 in Frankfurt am Main erlosch sein Amt.
- Nominale: Dukaten, Speciesreichstaler, 2⁄3-, 1⁄3-, 1⁄6 Taler, Doppelgroschen, Groschen.

Die Münzen zeigen das geharnischte Brustbild des Kurfürsten auf der Vorderseite und auf der Rückseite das polnisch-litauische und das kurfürstlich-sächsische Wappen unter einer Krone. In der Umschrift der Rückseite ist das Amt des Reichsverwesers mit VICARIUS enthalten. Eine andere Ausführung entspricht dem Münzbild der Vikariatstaler von 1740.
Der Dukaten von 1745 zeigt den Kurfürsten zu Pferd und auf der Rückseite den fliegenden Adler oder auf der Vorderseite das geharnischte Brustbild und auf der Rückseite die beiden Wappen unter einer Krone.

### Friedrich August III.

#### Vikariatsmünzen 1790

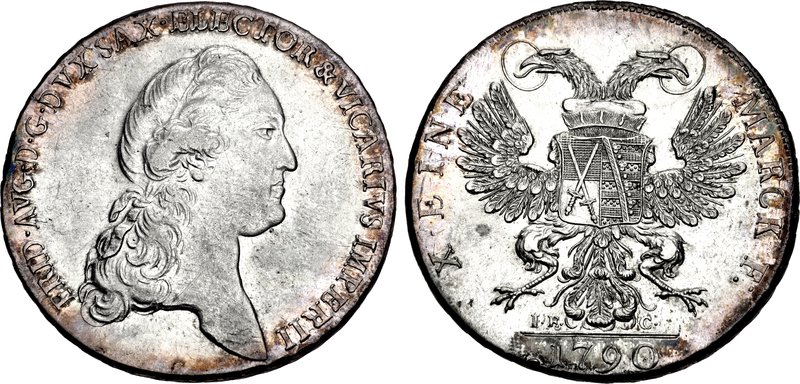
Kurfürst Friedrich August III., Vikariatstaler (Konventionsspeciestaler) 1790, Tod Josephs II.

Nach dem Tod Kaiser Josephs II. am 20. Februar 1790 wurde Kurfürst Friedrich August III. neben Kurfürst Karl Theodor von Pfalz-Bayern zum ersten Mal Reichsvikar. Seine Amtszeit als Reichsverwesers endete mit der Kaiserkrönung Leopolds II. in Frankfurt am Main am 9. Oktober 1790. 
- Nominale: Konventionsspeciestaler, 2⁄3 Taler, 1⁄3 Taler, Doppelgroschen.

Die Gedenkmünzen weisen eine einheitliche Prägung auf. Auf der Vorderseite befindet sich die jugendliche Büste des Kurfürsten, in der Umschrift der erweiterte Titel VICARIVS. Auf der Rückseite ist der doppelköpfige Reichsadler mit kursächsischem Brustschild unter dem Kurhut dargestellt.

#### Vikariatsmünzen 1792

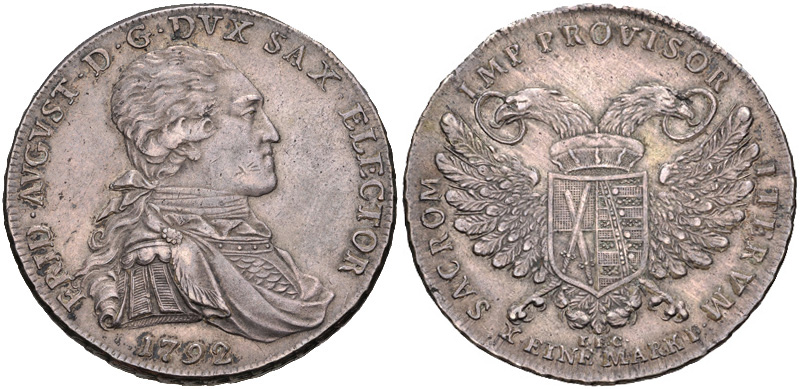
Kurfürst Friedrich August III., Vikariatstaler (Konventionsspeciestaler) 1792, Tod Leopolds II.

Nach dem Tod Kaiser Leopolds II. am 1. März 1792 wurde der Kurfürst wiederum neben Karl Theodor von Pfalz-Bayern Reichsvikar.
- Nominale: Dukaten, Konventionsspeciestaler, 2⁄3 Taler, 1⁄3 Taler, Doppelgroschen.

Die Gedenkmünzen des Kurfürsten auf sein zweites Reichsvikariat, das bis zur Kaiserkrönung Franz II. am 14. Juli 1792 in Frankfurt am Main geführt wurde, weisen ebenfalls eine einheitliche Prägung auf.
Die Vorderseite zeigt das geharnischte Brustbild des Kurfürsten, die Rückseite den doppelköpfigen Reichsadler mit kursächsischem Brustschild unter dem Kurhut in veränderter Zeichnung. In der Umschrift ist der erweiterten Titel PROVISOR (Reichsverweser) zu lesen.